# アンチュル
アンチュル（モンゴル語: Ančul、? - 1263年）は、モンゴル帝国に仕えた人物の一人で、オングト部の出身。『元史』には按竺邇（ànzhúĕr）と按主奴（ànzhŭnú）という2通りの表記があるが、この名前はラドロフのトルコ語方言辞典に見える「賢明」を意味するカザフ語"Aŋčïl"と同語源の単語と考えられている。また、『元朝秘史』に千人隊長の一人として記されるアジナイと同一人物とする説もあるが、1211年以降にモンゴルに帰順したアンチュルが1206年に任命された千人隊長に数えられることはありえないとして現在では否定的な見解が主流である。

## 概要

### 生い立ち
アンチュルはオングト部族の出身で、代々雲中に居住してきた一族の出身であった。アンチュルの父の䵣は金朝に軍牧使として仕えていたが、当時のオングト部族長アラクシ・ディギト・クリが新興のチンギス・カン率いるモンゴルに服属すると、これに従ってモンゴルに仕えるようになった。しかし、1211年にアラクシ・ディギト・クリがチンギス・カンの金朝遠征を手助けした際、オングト内の反モンゴル派勢力が蜂起してアラクシは殺され、䵣もこの内乱に巻き込まれて殺されてしまった。孤児となったアンチュルは幼い頃母方の祖父の朮要甲（zhúyàojiǎ）に育てられたため、後に母方の祖父の名前に通じる「趙（zhào）」を自らの姓としたという。
アンチュルは14歳にしてチンギス・カンの次男のチャガタイに仕え、ある時狩猟で2匹の虎が飛び出てきたのを一人で射斃してしまったため、以後弓の名手としてチャガタイに重用されるようになった。1214年（甲戌）からはチンギス・カンの中央アジア遠征に従軍し、その功績によって千人隊長に任じられた。1227年（丁亥）、西夏遠征の際には別動隊としてスブタイとともに積石州・河州・臨洮・徳順の攻略に功績を挙げ、その後は秦州に駐屯した。

### 金朝との戦い
1229年にチンギス・カンの三男のオゴデイが即位すると、オゴデイ即位に尽力したチャガタイは「皇兄」として厚遇され、アンチュルもまた元帥の地位を授けられた。西夏の攻略後、その旧領はチンギス・カンの諸子に分割相続され、ジョチ家が敦煌（沙州）一帯を、チャガタイ家が刪丹（山丹州）一帯を、オゴデイ家が西涼一帯を領地として得た。アンチュルは1228年にこの新領土の刪丹に派遣されたが、この年はモンゴル帝国の辺境各地にタンマチが派遣された年でもあり、アンチュルの派遣もその一環であったと考えられている。また、同年には敦煌から玉門関に至る地のジャムチ（駅伝）設置を行っている。
1231年（辛卯）にはオゴデイの金朝親征に呼応して陝西方面の鳳翔の包囲に加わり、アンチュルは投石によって攻城を阻む金軍に対し、決死隊を選抜して城壁を上り金将の劉興哥を討って城を陥落させた。鳳翔の陥落後は西和州に侵攻したが、ここは宋将強俊が数万の軍勢を擁する防備の整った地であった。そこでアンチュルは死士を選抜して丈平を挑発させ、これに怒った強俊が城を出た所で伏兵に城を攻撃させ、遂に西和州を下した。その後も余勢をかって平涼・慶陽・邠州・原州・寧州を攻略したが、その後涇州は後に再度背いたため、アンチュル配下の武将たちは城民を皆殺しにするよう主張したが、アンチュルはそのような意見を抑えて首魁のみを訣するよう指示したという。アンチュル軍が原州に帰還するとモンゴルに降った民が老人・子供を捨てて夜半に逃亡したため、アンチュルの部下たちは「これはモンゴルに対する反乱である。残された者たちを処刑してその他の住民への警告すべさである」と主張した。しかし、アンチュルは「逃れた者たちは我等にモンゴル高原に連れて行かれるのを恐れたのであろう」と述べ、逃れた者たちに使者を派遣して「汝らがもしこのまま逃れるならば軍法によって家族は残らず処刑とされるだろう。汝らがもし戻れば処罰はない。（我等のもとにもう一度起算するならば、）翌年牛や酒を用意して我が軍を出迎えよ」と論したため、逃れた民も戻ってきたという。また、豪民の陳苟が数千人を集めて新寨諸洞に立て籠もった時も、火をつけて皆殺しにすべきとする配下の意見を抑えて使者を派遣し、戦わずして投降させることに成功している。
1234年（甲午）に哀宗の死によって金朝が滅亡すると、アンチュルは鳳翔一帯で抵抗を続ける金の将軍郭斌の討伐を命じられ、会州に立てこもる郭斌を包囲した。食料が尽きた郭斌は城より逃れようとしたが、城門にてこれを待ち構えていたアンチュル軍と乱戦になり、多くの死傷者が出た。敗北を悟った郭斌は自らの妻子を一室に集めて火をつけ、自らも火中に身を投じて命を絶った。その後、火中から赤子を抱いた女奴隷があらわれ、泣きながらこれは郭斌の遺児であり、哀れんでこの子供を助けてくれれば幸いであると語って子供を渡し、自らは再び火中に身を投じた。これを聞いたアンチュルは惻然として子供の命を奪わないよう命じたという。その後もトルイ軍の先鋒として金軍との戦いを続け、1232年にはこの戦役における最大の激戦となった三峰山の戦いにも従軍した。
1235年にはオゴデイの次男のコデンが鞏州の汪世顕討伐を命じられたが、コデンはなかなか汪世顕を屈伏させることができなかった。そこでアンチュルが使者として汪世顕の下を訪れ説得したため、遂に汪世顕はモンゴルに投降してコデンの指揮下に入ることになった。この功績を称え、アンチュルはチャガタイよりバートルの称号と征行大元帥の地位を授けられている。

### 南宋との戦い
1236年（丙申）、オゴデイの三男のクチュを総司令とする南宋遠征が始まると、アンチュルは宗王モチ・イェベの指揮下に入って四川方面に侵攻することになった。アンチュルは砲兵を先鋒として宕昌を攻略した。文州攻めでは守将の劉禄が奮戦して数カ月に渡って城を落とすことができなかったが、アンチュルは城中に井戸がないことを探り当てた上で宋軍の糧道を絶ち、勇士を率いて城壁を登って守兵数十人を殺し、遂に文州を攻略した。また、この頃吐蕃の僧長勘陁孟迦らを招聘して銀符を与えた。アンチュルが龍州を攻略すると、四川方面の諸軍は再結集して要衝の成都を攻撃し、遂にこれを陥落させた。しかし、モンゴル軍が一度引き上げた後、成都は再びモンゴルに背いて南宋に帰属している。
1237年（丁酉）、アンチュルはモチ・イェベに「隴地方の州県はすでに平定されましたが、人心はなお背く気持ちがあります。西の漢陽は隴と蜀を結ぶ要衝です。南宋やチベットが侵入するのに便利なところです。優秀な武将を得て、配置してこの地を鎮守すべきです」と献策した。これに対し、モチ・イェベは「謀反の気持ちを抑え、侵入する敵を制することは良策である。しかし、汝アンチュル以外に替わるものはいない」と述べて、千人隊長5名を分けてその地に派遣することとした。また、この頃に新たな駐屯地として漢陽（西和州）・礼店（礼県）を選び、これ以後陝西地方には鞏昌の汪氏、秦州の馬氏、そして礼店の趙氏（アンチュル一族）というオングト系の3勢力が連なることとなった。
1238年（戊戌）にはアンチュルらかつてモチ・イェベの配下にあった指揮官たちはオゴデイによって任命された元帥タガイの下に転属して四川方面に侵攻し、隆慶にて勝利した。さらに1239年（己亥）には重慶を攻め、1240年（庚子）には万州を攻囲した。宋軍は軍船数100艘を率いて攻めてきたが、アンチュルは精鋭を率いて巨大な筏に乗り、敵の間をくぐり抜けて弩・弓による攻撃をしかけ、遂に南宋軍を破った。1241年（辛丑）には西川地区に侵攻し、20城余りを陥落させた。

### 晩年
しかし、1243年から1250年にかけてアンチュルの軍事活動は史料上に全く見られなくなる。これは、1241年のオゴデイの死から次のカアン位をめぐってトルイ家のモンケを推す派関とオゴデイ家のグユクを推す派閥との間で政争が激しくなり、外征にカをそそぐことができなかったためであると考えられている。1250年（庚戌）、久方ぶりに活動を再開したアンチュルは涇州・邠州を安定させた。しかし、翌1251年に即位したモンケはカアン位をめぐって敵対派閥であったオゴデイ家・チャガタイ家の有力者を粛清し、これにアンチュルも巻き込まれた。モンケより召還されたアンチュルは旧鎮（＝刪丹）に戻るよう命じられ、南宋軍による文州攻撃などがあったにもかかわらず、刪丹に留められて四川方面の前線に戻されることはなかった。代わって四川方面の指揮官に抜擢されたのがサルジウト部のタイダルで、タイダル家とアンチュル家は後々まで四川方面の軍事を委ねられる。
1259年、モンケが急死するとカアン位を巡ってクビライとアリクブケとの間で帝位継承戦争が勃発し、アンチュルらの拠る関隴地方にはアリクブケ派の巨魁アラムダールとクンドゥカイの連合軍が南下してきた。モンケ体制下で冷遇されていたアンチュルはモンケ政権を引き継ぐアリクブケ派と敵対することを決意し、クビライがアラムダール軍討伐のために派遣したカダアン・オグル率いる軍勢に合流した。子のチェリクが四川方面に駐屯していたため、アンチュルは老体をおして自ら出陣し、同じくオングト部出身の汪良臣とともにアラムダール・クンドゥカイらを捕虜とする功績を挙げた。この報告を聞いたクビライは大いに喜び、弓矢・錦衣を与えている。それから程なくして1263年（中統4年）に、69歳にしてアンチュルは亡くなった。

## 子孫
アンチュルの子供は10人いたが、その中でも名前が知られているのはチェリク、ヒジル（趙国宝）、テムル（趙国安）、趙国能の4名である。

## オングト部アンチュル家
- 征行大元帥アンチュル（Ančul ＞按竺邇,ànzhúĕr）
  - 征行元帥チェリク（Čelig ＞徹理,chèlǐ）
    - 征行元帥ボロト・カダ（Bolod qada ＞歩魯合荅,bùlŭhédá）
      - 管軍千戸マング・ブカ（Manγu buqa ＞忙古不花,mánggŭbùhuā）

  - ヒジル（趙国宝）（zhàoguóbǎo）
    - ノカイ（趙世栄）（Noqai ＞那懐,nàhuái/zhàoshìróng）
    - 趙世延（zhàoshìyán）
      - 黄州路総管イェスデイ（Yesüdei ＞野峻台,yĕjùntái）
      - 江浙行省理問官オルク（Örüg ＞月魯,yuèlŭ）
      - 夔州路総管バイク（Baiqu ＞伯忽,bǎihū）

  - テムル（趙国安）（Temür ＞帖木児,tièmùér/zhàoguóān）
  - 趙国能（zhàoguónéng）